# 私掠許可證

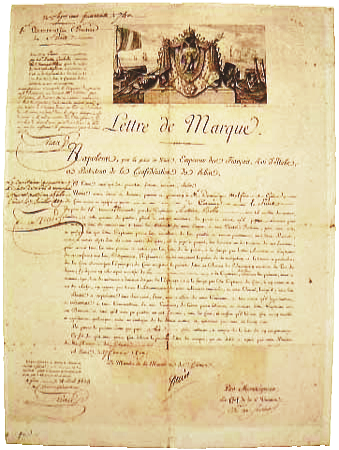
一張法蘭西第一帝國於1809年2月27日頒授的私掠許可證

私掠許可證（英語：Letter of Marque and Reprisal）是16至19世紀間，西方許多海權強國授權給指定的航海家，允許他們可以針對本國以外的違法人士、船隊進行追捕、摧毀等私掠行為的一種特許證或委任狀。除了上述權利之外，私掠許可證常常還強調允許攻擊、掠奪戰爭期間敵國的商船甚至人員，並可將所得財物拍賣等更大的權限。擁有私掠許可證的船隊稱為私掠船。
1856年，克里米亞戰爭結束後締結了巴黎條約，同年4月16日發表巴黎宣言，以附件追加的形式廢止了私掠許可權，但當時主要只剩下美國未批准此和議。直到1907年，含美國在內的列強在海牙和會中決議武裝商船必須視為軍艦造冊管理之後，私掠許可證的歷史才正式畫下句點。

## 早期历史

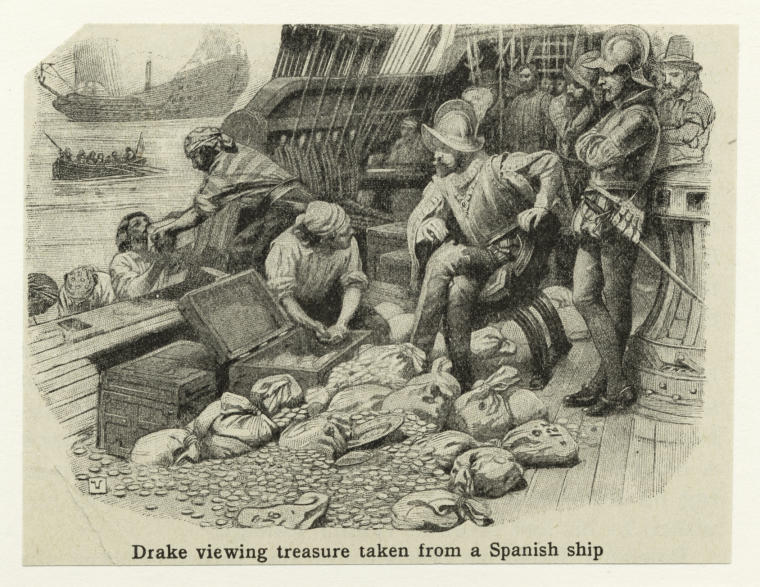
德雷克正在检视从一艘西班牙船只掠夺的货物（鸣谢纽约公共图书馆）

中世纪时代，武装后的私有船只常常在其君主的默许下（或者得到政府的任命后）对其他国家的船只进行袭击。例如，时任英国女王伊丽莎白一世便支持（尽管本人否认）弗朗西斯·德雷克船长对西班牙船只的袭击与劫掠，并在其中分了一杯羹。胡果·格老秀斯1604年关于国际法的开创性著作《论捕获物与战利品法》，则从法律上给予荷兰船只袭击葡萄牙以及西班牙船只的行为辩护。
1243年，亨利三世首先颁发了日后被称为私掠委任状的文件。这些早期的执照给予了特定的持有人袭击、掠夺海上任何被认定为敌人的船只的权利。而作为交换，这些私掠者必须将一部分抢到的战利品上交给国家。
在战时私掠执照发行50年之后，真正意义上的私掠许可证于1295年登上历史舞台。根据格老秀斯的说法，私掠许可证的颁发类似于宣布一场“私人战争”的爆发。这个不为现代人熟知的概念与当时的航海状况有着密切关联。在那个年代，各国的法律都很难管理海洋上的事务，这迫使所有的商船都不得不武装自己以求自卫。典型的私掠行为指在取得国家授权后对敌国目标发动的私人袭击。有记载的最早的持证私掠行为发生在1295年的英格兰。而直到1620年，对私掠行为的谴责一直没有停息，其中一个原因是人们发现为了向海事法庭递交损失评估的申请，船主往往要穷尽所有财富。谴责者认为这种行为是对错误对象的一种错误复仇，而给予私掠行为合法地位的许可证自然也不能幸免。
到了16世纪，在欧洲战时给与私掠者执照的行为已经变得相当普遍。但与此同时，大部分国家都开始立法对许可证的颁发以及领取进行管制。
虽然私掠委任状和私掠许可证本来是不同的两种文件，但进入18世纪后，它们之间的区别只存在于理论当中了。例如，美国宪法表明，“国会有权……颁发私掠许可证……”，其中并没有特别地将私掠许可证和委任状分开注明。
在拿破仑战争以及1812年战争期间的一种普遍的现象是，武装商船能够获得和私掠船只（或称私人战船）相同的许可证，而船长只需要在口头上作出对船只用途的声明。例如，两艘名叫约翰·舍布鲁克爵士号的船只都于1812年战争期间获颁许可证，其中注册于哈利法克斯的约翰·舍布鲁克爵士号是一艘私掠船只，而圣约翰的约翰·舍布鲁克爵士号则是一艘武装商船（尽管该船亦从事私掠活动）。东印度公司也给自己旗下的东印度帆船安排了许可证，比如尼尔森领主号。该船获得证书的理由并不是为了合法进行自卫（他们进行自卫不需要许可），而是为了能够在与其他船只的战斗获胜后合法取得战利品而不会被指控为海盗。另一个相似的例子是莫宁顿伯爵号。作为一艘往返于英国和印度的定期航班，他们同样也获得了许可证。
1793年7月，三艘东印度帆船皇家夏洛蒂号、特里顿号以及瓦利号参与了对朋迪榭里港口的封锁行动。之后他们也在前往中国的行程中在马六甲海峡进行了一次劫掠行动。他们遇上了一艘搭载着数量可观的货物的法国巡防舰，后者正靠岸补充淡水。这三艘英国船只立刻采取行动，并将对方赶往巽他海峡。在短暂的交火后，英国人成功捕获该巡防舰并将其洗劫一空。如果这三艘帆船没有持有许可证，他们所实施的行动就会被指控为海盗行为了。类似的例子还有另一艘东印度帆船菲尼克斯号，他们在1800年11月10日俘获了法国私掠者让-玛丽·狄太德的马拉狄将军号。由于持有私掠许可证，该船的行动同样合法。

## 申请流程与法律效力

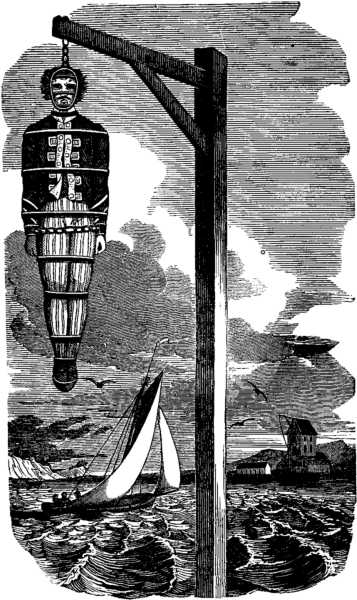
威廉·基德的尸体悬挂于泰晤士河畔的一个绞架上。他的审理的争议在于其掠夺行为是否在许可证授权下合法进行的。

审核以及颁发私掠许可证的流程每个国家都有各自的做法。以美洲殖民地为例，当地总督会以国王的名义颁发证书。在美国革命时期，流程变得更为繁琐。首先要获得所在州立法机关的许可，之后再经由州政府以及大陆议会同意，在审查是否违宪后才能经由大陆议会以及总统进行签发。船主的申请通常包括船只的名字、外观描述、吨位以及所携带的武装。另外申请人还必须附上自己的姓名住址以及预计的船员人数，并保证遵守所在国的法律以及国际的海事条约的规定。许可证的颁发对象是船只本身而不是船长，通常会注有时间和地区的限制，以及该船能够攻击的对象。例如，在第二次巴巴利战争期间美国总统詹姆斯·麦迪逊授权双桅船大土耳其人号对“所有阿尔及利亚船只，不论私有还是公有，是否携带物资，是否从属于阿尔及亚总督”进行攻击。（有趣的是，由于此次授权的时间和终战条约的签订在同一天，因此该许可并没有实际發生效力。）
私掠许可证的存在将一艘私有船只于法理上转变为海军的附属船只，因而该船也能够享受战争法的保护。若船只被俘获，其船员也能够享受俘虏的待遇。但是，如果被抓获的船只不持有合法的许可证，那么船上的所有人都会被视为“与全世界为敌”的海盗，甚至还会被处以绞刑。
因此，从事劫掠行为的海盗有时候也会申请许可证以作为方便旗使用。他们通常会贿赂政府以求获得授权以及法律的保护。例如，法国爱尔兰混血船长卢克·瑞恩在不到两年的时间内一共指挥过六艘持证的船只，而这些许可证是由三个不同国家颁发的。这三个国家甚至在进行着战争。类似例子还有新奥尔良的拉费蒂兄弟，他们通过对政府官员行贿而获得了几个中美洲国家法律的保护以隐藏自己的非法劫掠行为。 

## 义务和合法性
私掠许可证要求持有证书的私掠者在每次袭击之后都要带着俘获的船只以及战利品上海事法庭。法庭会按照捕获法的规定进行审理，以确定私掠者的许可证是否仍然有效，以及被俘的船只是否确实属于敌国（由于当时易旗行为相当普遍，这并不是一件容易的事）。如果私掠者及其战利品符合以上两点要求，那么俘获的船只以及所搭载的货物就会被拍卖，其拍卖所得将会分配给私掠船的船长以及其船员。通常法庭亦会要求被俘获的船只改名，否则其所有者可能会向法庭索回船只并追究货物的损失。
在内战期间，由于各方阵营互不承认对方的合法性，私掠许可证的合法性也经常会受到质疑。例如，在英国内战期间英格兰法庭就拒不承认流亡至爱尔兰的詹姆斯二世所签发的许可证，并以海盗罪吊死了8名私掠船长。而在美国内战期间，联邦官员亦指控邦联私掠船萨凡纳号为海盗船。联邦拒绝承认分裂出去的邦联是一个独立主权国家，因而也不承认萨凡纳号的私掠许可证的合法性。这宗案子最终变成了悬案。而在邦联总统杰佛逊·戴维斯威胁说若北方处决一名南方私掠者，南方则会吊死一名北方官员作为报复之后，联邦才开始给予被捕的邦联私掠者以战俘待遇。
私掠许可证也要求持有者遵守战争时期的各项法律和条约（例如不攻击中立方船只），以及优待其捕获的俘虏。一旦违反，海事法庭有权没收其许可证，并禁止其获得战利品，或取消国家和该船的契约，甚至会指控该船侵犯人身权利。

## 废止
各国经常会签订条约停止承认私掠行为的合法性。例如，自从1324年英国国王爱德华三世的提议以来，英法两国就经常签订这种条约。但是，在随后的500年里，每当这两个国家卷入战争时，合法的私掠行为又会再次出现。
本杰明·富兰克林曾经尝试过游说法国政府，希望他们能够以身作则，首先停止颁发私掠许可证。但是他的努力最终因为英法之间的又一次战争而白白浪费。法国国民公会曾经下令禁止过这种行为。但是在热月政变之后的1795年8月，私掠行为又恢复了其合法地位。之后在1797年9月26日，政府甚至授权海军部出售小型船只给一般的市民以鼓励私掠行为。
在克里米亚战争结束后的巴黎和会上，七个欧洲国家签署了巴黎宣言，宣佈不再承认私掠行为的合法性。其后更有四十五个国家陆续加入，在世界范围内废止了私掠权限。在此之后，虽然世界上每一个国家都致力于废止私掠行为，仍有国家继续签署颁发私掠许可证。在1879年硝石战争期间，玻利维亚向所有愿意为他们而战的船只都颁发了私掠许可证，原因在于该国当时并无海军。
最终，1907年海牙会议通过了《关于战争开始时敌国商船地位公约》以及《关于商船改装为军舰公约》。该公约进一步規範了商船人员在战争时期的身分，并下令将武装商船改装为军舰造册管理。至此，私掠行为以及私掠许可证才真正地退出历史舞台。

### 引用
1. ↑  数字画廊 （页面存档备份，存于）, 纽约公共图书馆
2. ↑  Lord Russell, The French Corsairs p. 10.
3. ↑  Grotius, Grotius, De Iure Praedae Commentarius (Commentary on the Law of Prize and Booty)pp 216-182pp 216-182.
4. ↑  Francis R. Stark, "The Abolition of Privateering and the Declaration of Paris," in Studies in History, Economics and Public Law 221, 270–71 (Faculty of Political Sci. of Columbia Univ. eds., Columbia University, 1897).
5. ↑  Stark at 272
6. ↑  Grotius, De Iure Praedae Commentarius (Commentary on the Law of Prize and Booty), pp. 62.
7. ↑  Eastman, Famous Privateers of New England p. 1.
8. ↑  Lord Russell, The French Corsairs p. 12.
9. ↑  Eastman, Famous Privateers of New England p.1.
10. ↑  Lord Russell, The French Corsairs p. 11.
11. ↑  Upton's Maritime Warfare and Prize p. 176.
12. ↑  David J. Starkey, British Privateering Enterprise in the Eighteenth Century 20, 81 (1990).
13. ↑  美国宪法第一条第八款
14. ↑  . London Gazette. 15 August 1801: 1006.
15. ↑  Eastman, Some Famous Privateers p.45.
16. ↑  Donald Petrie, The Prize Game pp. 3-6, 68, 145.
17. ↑  Petrie, The Prize Game p. 68 .
18. ↑  William Davis, The Pirates Laffite p.?.
19. ↑  Upton, Maritime Warfare and Prize p.188.
20. ↑  Petrie, The Prize Game p.81.
21. ↑  Robinson, The Confederate Privateers pp 133-151.
22. ↑  Eastman, Famous Privateers of New England p. 44-45.
23. ↑  Petrie, The Prize Game p. 158.
24. ↑  Lord Russell, French Corsairs at 13-33.
25. ↑  Lord Russell, French Privateering p. 34-35.
26. ↑  Granier, Hubert. . illustrations by Alain Coz. Marines éditions. 1998: 341. ISBN 2-909675-41-6.
27. ↑  Petrie, The Prize Game p. 143
28. ↑  关于商船改装为军舰公约